# Arcëm Bykaŭ
Arcëm Henadzevič Bykaŭ (in bielorusso Арцём Генадзевіч Быкаў?; Minsk, 19 ottobre 1992) è un calciatore bielorusso, centrocampista della Dinamo Brėst.

## Carriera

### Club
Ha giocato nella prima divisione bielorussa ed in quella greca.

### Nazionale
Ha giocato nelle nazionali giovanili bielorusse Under-19, Under-20 ed Under-21.
Ha esordito con la nazionale maggiore bielorussa il 18 maggio 2014 nell'amichevole contro l'Iran finita 0-0, entrando nei minuti finali al posto di Aljaksandr Valadz'ko.

## Statistiche

### Cronologia presenze e reti in nazionale
| Cronologia completa delle presenze e delle reti in nazionale ― Bielorussia | Cronologia completa delle presenze e delle reti in nazionale ― Bielorussia | Cronologia completa delle presenze e delle reti in nazionale ― Bielorussia | Cronologia completa delle presenze e delle reti in nazionale ― Bielorussia | Cronologia completa delle presenze e delle reti in nazionale ― Bielorussia | Cronologia completa delle presenze e delle reti in nazionale ― Bielorussia | Cronologia completa delle presenze e delle reti in nazionale ― Bielorussia | Cronologia completa delle presenze e delle reti in nazionale ― Bielorussia |
| Data                                                                       | Città                                                                      | In casa                                                                    | Risultato                                                                  | Ospiti                                                                     | Competizione                                                               | Reti                                                                       | Note                                                                       |
| -------------------------------------------------------------------------- | -------------------------------------------------------------------------- | -------------------------------------------------------------------------- | -------------------------------------------------------------------------- | -------------------------------------------------------------------------- | -------------------------------------------------------------------------- | -------------------------------------------------------------------------- | -------------------------------------------------------------------------- |
| 18-5-2014                                                                  | Kapfenberg                                                                 | Iran                                                                       | 0 – 0                                                                      | Bielorussia                                                                | Amichevole                                                                 | -                                                                          | 78’                                                                        |
| 21-5-2014                                                                  | Vaduz                                                                      | Liechtenstein                                                              | 1 – 5                                                                      | Bielorussia                                                                | Amichevole                                                                 | -                                                                          | 72’                                                                        |
| 1-6-2017                                                                   | Neuchâtel                                                                  | Svizzera                                                                   | 1 – 0                                                                      | Bielorussia                                                                | Amichevole                                                                 | -                                                                          | 45’                                                                        |
| 9-6-2017                                                                   | Barysaŭ                                                                    | Bielorussia                                                                | 2 – 1                                                                      | Bulgaria                                                                   | Qual. Mondiali 2018                                                        | -                                                                          | 74’ 90’                                                                    |
| 12-6-2017                                                                  | Minsk                                                                      | Bielorussia                                                                | 1 – 0                                                                      | Nuova Zelanda                                                              | Amichevole                                                                 | -                                                                          |                                                                            |
| 3-9-2017                                                                   | Barysaŭ                                                                    | Bielorussia                                                                | 0 – 4                                                                      | Svezia                                                                     | Qual. Mondiali 2018                                                        | -                                                                          | 78’                                                                        |
| 10-10-2017                                                                 | Saint-Denis                                                                | Francia                                                                    | 2 – 1                                                                      | Bielorussia                                                                | Qual. Mondiali 2018                                                        | -                                                                          | 79’                                                                        |
| 9-11-2017                                                                  | Erevan                                                                     | Armenia                                                                    | 4 – 1                                                                      | Bielorussia                                                                | Amichevole                                                                 | -                                                                          | 45’                                                                        |
| 13-11-2017                                                                 | Kutaisi                                                                    | Georgia                                                                    | 2 – 2                                                                      | Bielorussia                                                                | Amichevole                                                                 | -                                                                          | 44’                                                                        |
| 2-6-2021                                                                   | Minsk                                                                      | Bielorussia                                                                | 1 – 2                                                                      | Azerbaigian                                                                | Amichevole                                                                 | -                                                                          | 70’                                                                        |
| 2-9-2021                                                                   | Vitkovice                                                                  | Rep. Ceca                                                                  | 1 – 0                                                                      | Bielorussia                                                                | Qual. Mondiali 2022                                                        | -                                                                          | 64’                                                                        |
| 5-9-2021                                                                   | Kazan'                                                                     | Bielorussia                                                                | 2 – 3                                                                      | Galles                                                                     | Qual. Mondiali 2022                                                        | -                                                                          | 11’                                                                        |
| 8-9-2021                                                                   | Kazan'                                                                     | Bielorussia                                                                | 0 – 1                                                                      | Belgio                                                                     | Qual. Mondiali 2022                                                        | -                                                                          |                                                                            |
| 8-10-2021                                                                  | Tallinn                                                                    | Estonia                                                                    | 2 – 0                                                                      | Bielorussia                                                                | Qual. Mondiali 2022                                                        | -                                                                          |                                                                            |
| 11-10-2021                                                                 | Kazan'                                                                     | Bielorussia                                                                | 0 – 2                                                                      | Rep. Ceca                                                                  | Qual. Mondiali 2022                                                        | -                                                                          | 17’                                                                        |
| 26-3-2022                                                                  | Manama                                                                     | Bielorussia                                                                | 3 – 0                                                                      | India                                                                      | Amichevole                                                                 | 1                                                                          | 45’                                                                        |
| 29-3-2022                                                                  | Arad                                                                       | Bielorussia                                                                | 1 – 0                                                                      | Bahrein                                                                    | Amichevole                                                                 | -                                                                          | 85’                                                                        |
| 3-6-2022                                                                   | Novi Sad                                                                   | Bielorussia                                                                | 0 – 1                                                                      | Slovacchia                                                                 | UEFA Nations League 2022-2023 - 1º Turno                                   | -                                                                          | 61’                                                                        |
| 6-6-2022                                                                   | Novi Sad                                                                   | Bielorussia                                                                | 0 – 0                                                                      | Azerbaigian                                                                | UEFA Nations League 2022-2023 - 1º Turno                                   | -                                                                          |                                                                            |
| 10-6-2022                                                                  | Novi Sad                                                                   | Bielorussia                                                                | 1 – 1                                                                      | Kazakistan                                                                 | UEFA Nations League 2022-2023 - 1º Turno                                   | -                                                                          |                                                                            |
| 13-6-2022                                                                  | Baku                                                                       | Azerbaigian                                                                | 2 – 0                                                                      | Bielorussia                                                                | UEFA Nations League 2022-2023 - 1º Turno                                   | -                                                                          | 57’                                                                        |
| 25-3-2023                                                                  | Novi Sad                                                                   | Bielorussia                                                                | 0 – 5                                                                      | Svizzera                                                                   | Qual. Euro 2024                                                            | -                                                                          | 33’                                                                        |
| 28-3-2023                                                                  | Bucarest                                                                   | Romania                                                                    | 2 – 1                                                                      | Bielorussia                                                                | Qual. Euro 2024                                                            | -                                                                          |                                                                            |
| 16-6-2023                                                                  | Budapest                                                                   | Bielorussia                                                                | 1 – 2                                                                      | Israele                                                                    | Qual. Euro 2024                                                            | -                                                                          |                                                                            |
| 19-6-2023                                                                  | Budapest                                                                   | Bielorussia                                                                | 2 – 1                                                                      | Kosovo                                                                     | Qual. Euro 2024                                                            | -                                                                          | 86’                                                                        |
| 9-9-2023                                                                   | Andorra la Vella                                                           | Andorra                                                                    | 0 – 0                                                                      | Bielorussia                                                                | Qual. Euro 2024                                                            | -                                                                          | 65’                                                                        |
| 12-9-2023                                                                  | Tel Aviv                                                                   | Israele                                                                    | 1 – 0                                                                      | Bielorussia                                                                | Qual. Euro 2024                                                            | -                                                                          | 79’                                                                        |
| Totale                                                                     |                                                                            | Presenze                                                                   | 27                                                                         |                                                                            | Reti                                                                       | 1                                                                          |                                                                            |

## Palmarès

### Club

#### Competizioni nazionali
- Supercoppa di Bielorussia: 2

Dinamo Brėst: 2019, 2020
- Campionato bielorusso: 2

Dinamo Brėst: 2019
Dinamo Minsk: 2023